# Calizzano
Calizzano (Carizan en  langue ligurienne) est une commune italienne de la province de Savone, dans la région Ligurie, dans le Val Bormida, à la limite Piémont-Ligurie. Elle fait partie de la communauté de montagne du haut Val Bormida (Comunità Montana Alta Val Bormida ).

## Culture
Outre de très nombreuses églises, chapelles et oratoires, la Chiesa di Santa Maria e San Lorenzo (1587-1600), de style roman, conserve un tableau représentant la Sainte Famille de Domenico Piola.

## Administration
| Période                                  | Période  | Identité       | Étiquette | Qualité   |
| ---------------------------------------- | -------- | -------------- | --------- | --------- |
| 28 mai 2007                              | En cours | Enrico Mozzoni |           | 2e mandat |
| Les données manquantes sont à compléter. |          |                |           |           |

### Hameaux
Mereta, Vetria, Caragna, Valle, Frassino.

### Communes limitrophes
Bagnasco, Bardineto, Bormida, Garessio, Magliolo, Massimino, Murialdo, Osiglia, Priola et Rialto.